# Фрегози, Карло
Карло Фрегози (итал. Carlo Fregosi; 15 октября 1890, Савона, Лигурия — 13 ноября 1968, Савона, Лигурия) — итальянский гимнаст, чемпион летних Олимпийских игр 1912 и 1920 годов в командном первенстве.